# Споменик природе Тупижничка леденица
Споменик природе Тупижничка леденица је природни споменик под заштитом у Републици Србији.

## Георгафски положај
Споменик природе „Тупижничка леденица" налази се на територији општине Књажевац, односно КО Кожељ.

## Основне одлике
Тупижничка леденица је крашка јама на јужном делу планине Тупижницe а како објашњавају у Заводу, ставља се под заштиту због „очувања репрезентативних геоморфолошких, геолошких, хидрогеографских и биолошких вредности крашке јаме као спелеолошког објекта типа статичке леденице. Јама је укупне површине 1 ha 23a 89 m² у државној својини. На овом подручју очуваће се, кроз посебну заштиту, и врсте: класаста хабулица, здравац, зечја соца, јетрењача, гујин чешаљ.

## Систем заштите
Споменик природе „Тупижничка леденица" налази се на територији општине Књажевац, сврстан је такође у прву категорију заштићеног подручја националног значаја. Ово добро поверено је на управљање Јавном предузећу „Србија шумеˮ. Поступак заштите природног подручја покренут је дана 7. фебруара 2013. године, када је Завод за заштиту природе Србије доставио студију заштите министарству надлежном за послове заштите животне средине.